# Христианское либертарианство
Христианское либертарианство — синтез христианских убеждений относительно свободы воли, человеческой природы и данных Богом неотъемлемых прав с либертарианской политической философией.
Как и в случае с некоторыми другими формами либертарианства, то, что запрещено законом, ограничивается различными формами нападения, кражи и мошенничества. Другие действия, запрещенные христианством, могут быть наказаны только церковью, а в случае детей и подростков — их родителями или опекунами. Точно так же такие убеждения, как «возлюби ближнего, как самого себя», не навязываются другим, пока не нарушается принцип ненападения, являющийся основополагающим звеном между философией либертарианства и учением Иисуса.

## Определение
По словам Эндрю Сэндлина, американского теолога и писателя, христианское либертарианство — это точка зрения, согласно которой зрелым людям предоставляется максимальная свобода в соответствии с законом Бога.

## История
Истоки христианского либертарианства в Соединенных Штатах восходят к классическому либерализму 18-го века и индивидуалистическому анархизму 19-го века. По мнению экономиста австрийской школы и теоретика анархо-капитализма и палеолибертарианства Мюррея Ротбарда, из трех либертарианских экспериментов во время европейской колонизации Америки в середине 17 века все три были начаты нонконформистскими протестантскими группами.
Мартин Лютер, одна из главных фигур протестантской Реформации, назван «либертарианцем» во введении к Лютеру и Кальвину о светской власти, опубликованному издательством Кембриджского университета. Используемый здесь термин сильно отличается от жестко индивидуалистической идеологии американо-либертарианского типа правого либертарианства. Редактор книги Харро Хопфл утверждает, что либертарианские, а также эгалитарные и общинные мотивы были частью структуры теологии Лютера.
Английский католический историк и государственный деятель-либерал лорд Актон утверждал, что политическая свобода является важным условием и хранителем религиозной свободы. Институт Эктона, американский христианский консервативный либертарианский исследовательский центр, назван в его честь.

### Люди
- Джастин Амаш (православный)
- Николай Бердяев (православный)
- Джон Дальберг-Актон, 1-й барон Актон (католик)
- Джеймс У. Файфилд мл. (конгрегационалист)
- Хесус Уэрта де Сото (католик)
- Гэри Джонсон (лютеранец)[6]
- Джон Локк (англиканский, унитарийский)
- Эндрю Наполитано (католик)
- Альберт Джей Нок (епископальный)
- Джозеф Пью (Фонд свободы Дж. Ховарда Пью)
- Рэнд Пол (пресвитерианин)
- Рон Пол (баптист)
- Томас Вудс (католик)

### Цитаты
1. ↑  Seavey'"`UNIQ--nowiki-00000012-QINU`"'2016, p. 25.
2. ↑  Sandlin'"`UNIQ--nowiki-00000014-QINU`"'1996.
3. ↑  Rothbard'"`UNIQ--nowiki-00000016-QINU`"'2011, p. 437.
4. ↑  Höpfl'"`UNIQ--nowiki-00000018-QINU`"'1991, p. xii.
5. ↑  Anon'"`UNIQ--nowiki-0000001A-QINU`"'2011.